# Ricanula conspersa
Ricanula conspersa är en insektsart som först beskrevs av Melichar 1898.  Ricanula conspersa ingår i släktet Ricanula och familjen Ricaniidae. Inga underarter finns listade i Catalogue of Life.